# Moshe Safdie
Moshe Safdie (Haifa, 1938. július 14. –) amerikai várostervező, építész. 

## Életpályája
Az akkoriban a Palesztinai Brit Mandátum területéhez tartozó Haifában született.
A McGill Egyetemen tanult, és pályáját Louis Kahn építészirodájában kezdte. Később Montréalban (1964), Jeruzsálemben (1970), Bostonban (1978), és Torontóban is saját irodát nyitott. 1984 és 1989 között a Harvardon oktatott.

## Fontosabb munkái
- Habitat 67 az 1967-es Montréal-i Világkiállításon
- Coldspring New Town, Baltimore
- A National Gallery of Canada, Ottawa
- Modi'in(wd) város tervei, Izrael
- Városháza, Ottawa, Ontario
- Vancouver Library Square, Vancouver
- Salt Lake City Public Library(wd), Salt Lake City
- Terminal 3, Ben-Gurion nemzetközi repülőtér, Izrael
- Holocaust History Museum, Jad Vashem, Jeruzsálem, Izrael

## Képtár

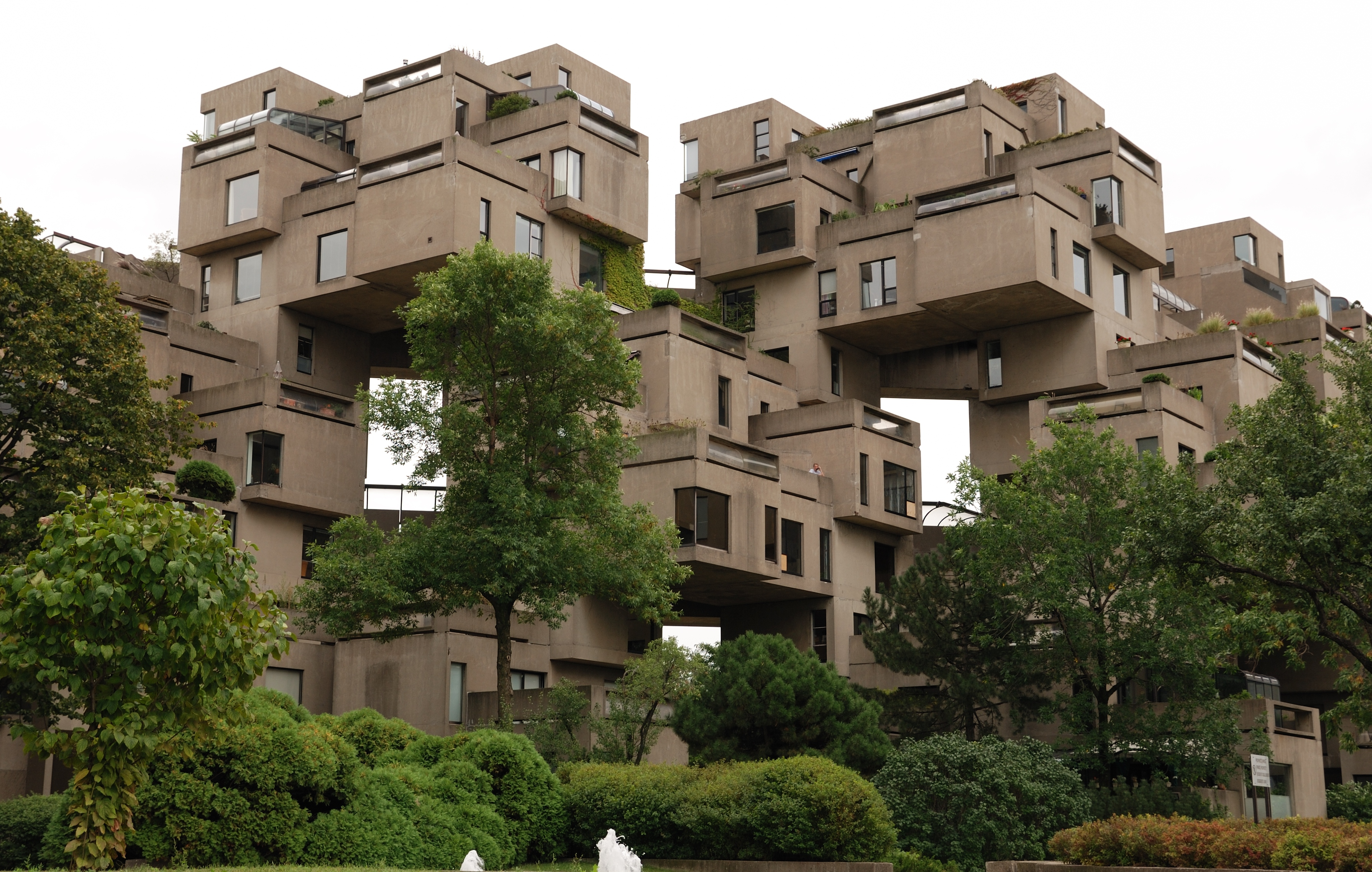
Habitat 67 az 1967-es Montréal-i Világkiállításon
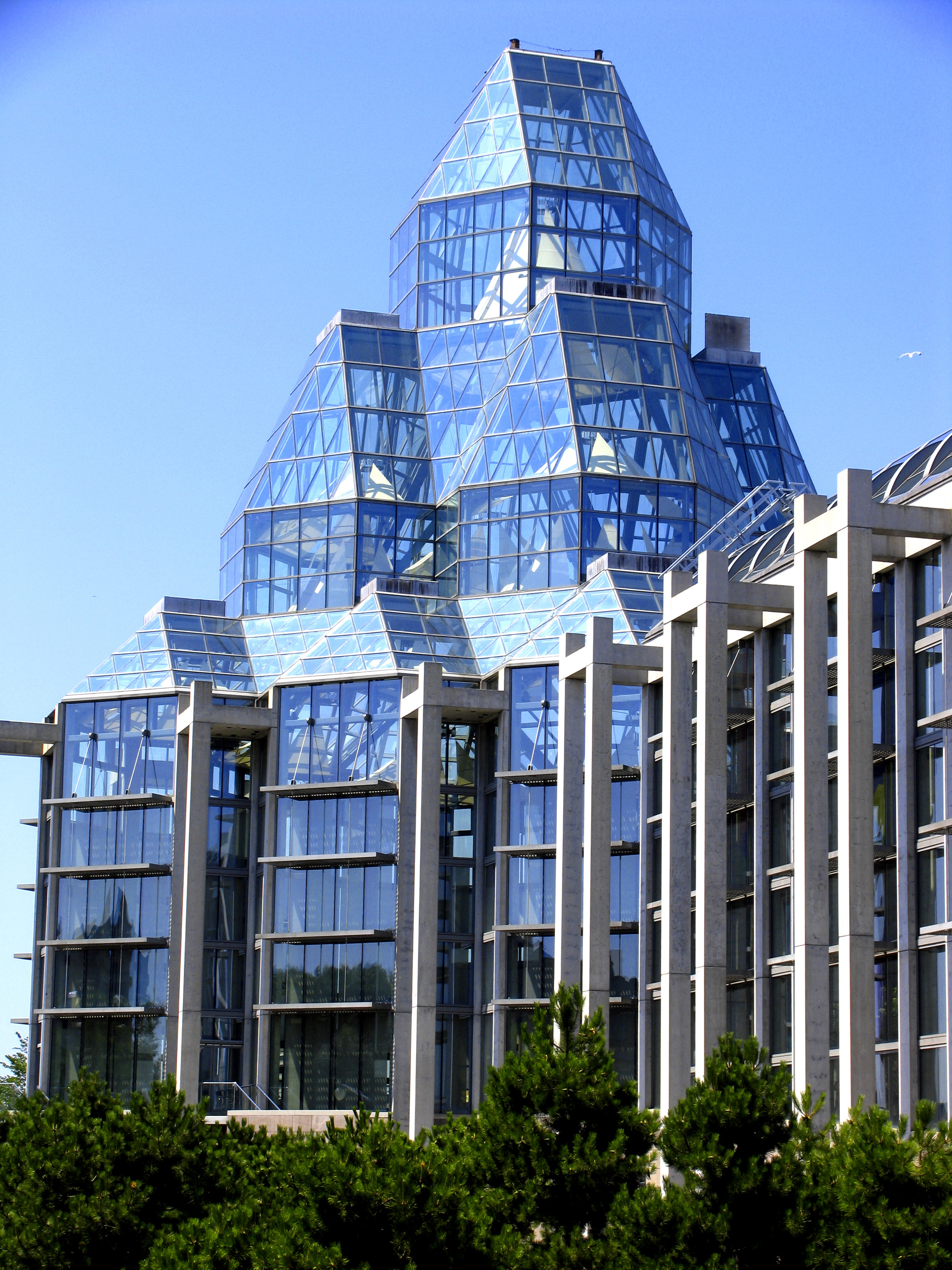
A National Gallery of Canada, Ottawa
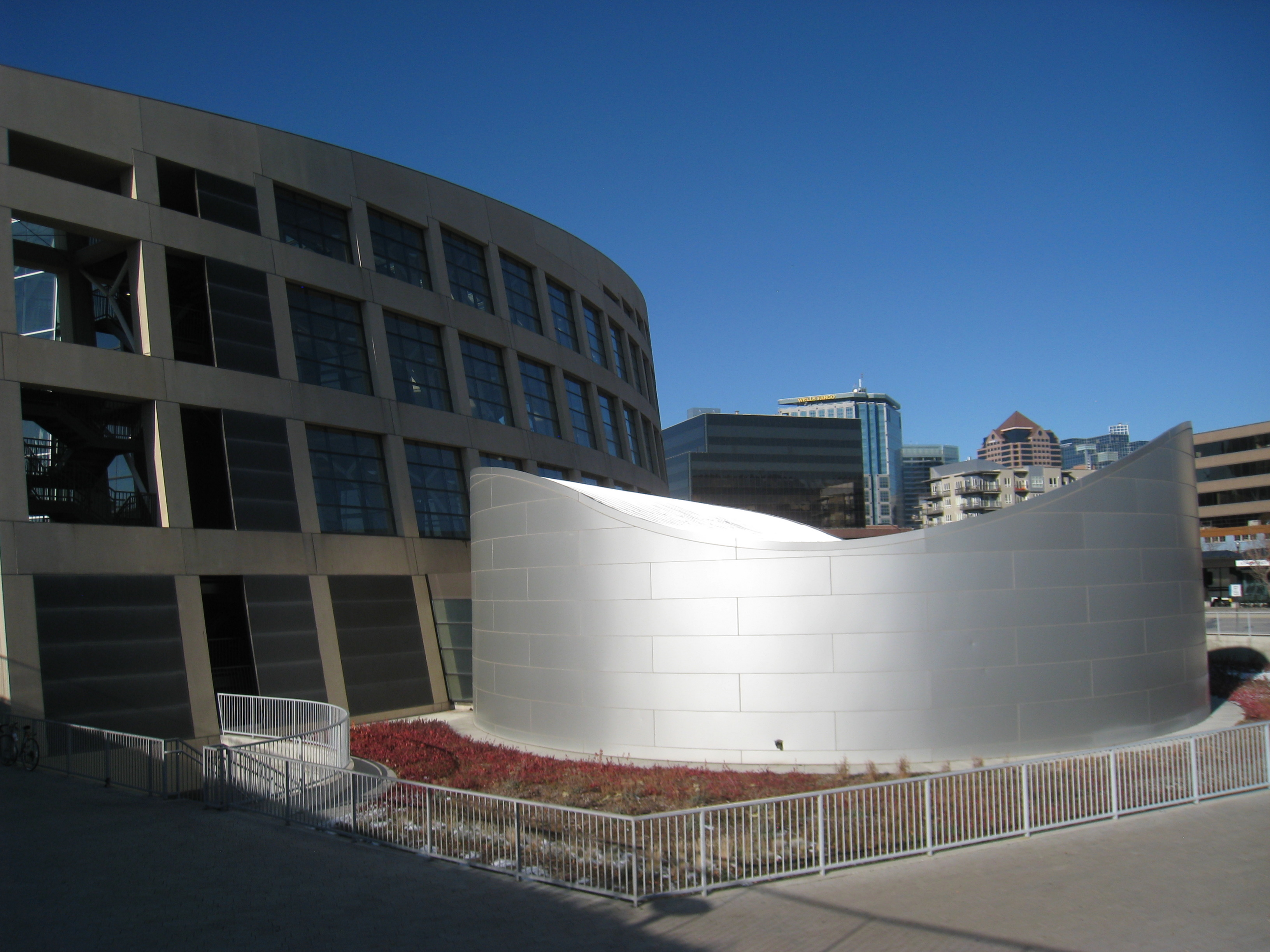
Salt Lake City Public Library, Salt Lake City
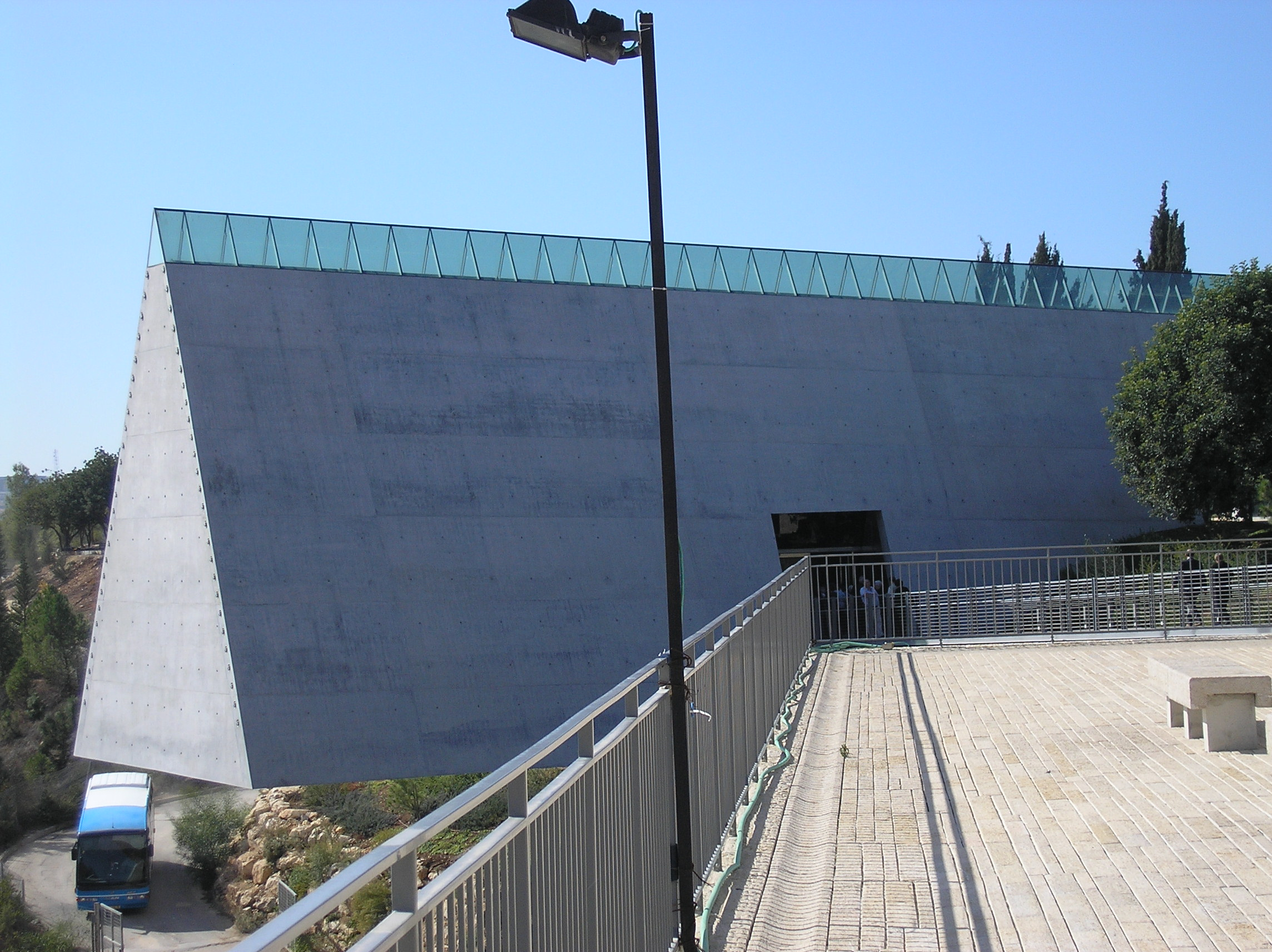
Holocaust History Museum, Jad Vasem, Jeruzsálem, Izrael